# Гърляни
Гърляни или Гърляно (на македонска литературна норма: Грљани) е село в Община Виница, Северна Македония.

## География
Селото е разположено източно от град Виница. Най-близките му селища са Калиманци на запад, Крушево от юг, Турия от изток.

## История
В XIX век Гърляни е изцяло българско село, разположено в Пехчевска (Малешевска) кааза на Османската империя. Според статистиката на Васил Кънчов („Македония. Етнография и статистика“) от 1900 г. Гърлено е има 444 жители, всички българи християни.
При избухването на Балканската война (1912 г.) 4 души от Гърляни са доброволци в Македоно-одринското опълчение.
Разположението на селото непосредствено до шосето Кочани—Царево село го прави важен стратегически пункт в последните дни на Междусъюзническата война. На 16-17 (29-30 нов стил) юли 1913 г. части на 7-а пехотна рилска дивизия водят край Гърляни успешни отбранителни боеве с настъпващите сръбски войски. След войната селото остава в Сърбия.
По време на българското управление във Вардарска Македония в годините на Втората световна война, Трайко Т. Калайджиев от Щип е български кмет на Гърляни от 21 април 1943 година до 9 септември 1944 година.

## Личности
Родени в Гърляни
- Иванчо Ангелов, македоно-одрински опълченец, 1 рота на 3 солунска дружина, ранен на 28 януари 1912 година, носител на орден „За храброст“ IV степен[5]
- Цеко Гърлянчина, четник на Ильо войвода[6]

Починали в Гърляни
- Андон Златарев (1874 – 1902), български революционер от ВМОРО
- Димитър Георгиев Христов, български военен деец, подпоручик, загинал през Междусъюзническа война[7]
- Иван Савов (1870-1902), български революционер от ВМОРО
- Георги Кьосето (1878 – 1902), четник при Иван Савов, родом от Тиквешко[8]
- Ради Колев Колев, български военен деец, майор, загинал през Междусъюзническа война[9]